# Teodoro I di Milano
Teodoro (Milano, ... – Milano, 490) è stato arcivescovo di Milano dal 475 fino alla sua morte.
È venerato come santo dalla chiesa cattolica che lo ricorda il 27 luglio.

## Biografia
Non si hanno notizie storiche coeve sul vescovo milanese Teodoro I, il cui episcopato, secondo un antico Catalogus archiepiscoporum Mediolanensium,  si colloca tra quelli di Senatore, che fu vescovo in epoca imprecisata tra il 470 e il 480, e di Lorenzo I, storicamente documentato a partire dal 489. Il medesimo catalogus gli assegna 9 anni, 8 mesi e 17 giorni di governo e lo dice sepolto il 28 marzo nella cappella di sant'Ippolito della basilica di San Lorenzo. Tradizionalmente, il suo episcopato è assegnato agli anni 475-490, oppure agli anni 480-490.
A Teodoro è dedicato uno dei Carmina di Magno Felice Ennodio, scritti prima del 521, nel quale il vescovo milanese è lodato per il suo coraggio, la sua bontà, la sua saggezza e la sua scienza. Gli ultimi due distici dell'elogio di Ennodio lasciano intendere che Teodoro fu vescovo al tempo di re Odoacre (ca. 476-489), che depose l'ultimo imperatore romano Romolo Augusto (calcantes culmina mundi).
Una tradizione medievale, che non ha fondamenti storici, associa Teodoro all'aristocratica famiglia milanese dei Medici.